# Il segreto di Al Capone
Il segreto di Al Capone (The Capone Investment) è una serie televisiva britannica in 6 episodi trasmessi per la prima volta nel corso di una sola stagione nel 1974.
È una serie del genere thriller ambientata negli anni 1970 e incentrata su alcuni investigatori che, indagando su diversi brutali omicidi avvenuti in un'apparentemente tranquilla cittadina inglese, arrivano a scoprire che dietro a questi movimenti vi sarebbero i soldi che il noto boss di Chicago Al Capone avrebbe nascosto in loco.

## Personaggi e interpreti
- Reaygo (6 episodi, 1974), interpretato da Glyn Owen.
- Wheatfield (6 episodi, 1974), interpretato da Peter Sallis.
- Fran (6 episodi, 1974), interpretato da Isobel Black.
- Tom (6 episodi, 1974), interpretato da John Thaw.
- Bunty (5 episodi, 1974), interpretato da Roland Curram.
- Abigail (4 episodi, 1974), interpretata da Jill Dixon.
- Duncan Hall (4 episodi, 1974), interpretato da Richard Coleman.
- Metcalfe (4 episodi, 1974), interpretato da John Bown.
- Greener (2 episodi, 1974), interpretato da Richard Shaw.

## Produzione
La serie fu prodotta da Southern Television.

### Registi
Tra i registi sono accreditati:
- Alan Gibson in 6 episodi (1974)
- James Gatward

## Distribuzione
La serie fu trasmessa nel Regno Unito dal 9 luglio 1974 al 13 agosto 1974 sulla rete televisiva Independent Television.

## Episodi
| Stagione       | Episodi | Prima TV Regno Unito |
| -------------- | ------- | -------------------- |
| Prima stagione | 6       | 1974                 |